# أولاد قدور وأحمد (أولاد بو يحيى)
أولاد قدور وأحمد هو دُوَّار يقع بجماعة أولاد ستوت، إقليم الناظور، جهة الشرق في المملكة المغربية. ينتمي الدوّار لمشيخة أولاد بو يحيى التي تضم 8 دواوير. يقدر عدد سكانه بـ 276 نسمة حسب الإحصاء الرسمي للسكان والسكنى لسنة 2004.

## روابط خارجية
- البوابة الوطنية للجماعات الترابية
- المندوبية السامية للتخطيط